# شیائومی یاپی
شیائومی یاپی (انگلیسی: Romaric Yapi؛ زادهٔ ۱۳ ژوئیهٔ ۲۰۰۰) بازیکن فوتبال اهل فرانسه است.
از باشگاه‌هایی که در آن بازی کرده‌است می‌توان به باشگاه فوتبال برایتون اند هوو آلبیون اشاره کرد.